# Chinese Democracy (singel)
Chinese Democracy – pierwszy singiel Guns N’ Roses z albumu o tej samej nazwie. Jest to 21 radiowy singiel zespołu. Utwór został napisany przez Axla Rose i Josha Fresse.

## Notowania
| Lista (2008)                              | Najwyższa pozycja |
| ----------------------------------------- | ----------------- |
| Lista Przebojów Programu Trzeciego        | 8                 |
| U.S. Billboard Hot 100                    | 34                |
| U.S. Billboard Hot Mainstream Rock Tracks | 5                 |
| U.S. Billboard Hot Modern Rock Tracks     | 24                |
| Australian Singles Chart                  | 54                |
| Canadian Hot 100                          | 10                |
| Finnish Singles Chart                     | 3                 |
| Norwegian Singles Chart                   | 1                 |
| Swedish Singles Chart                     | 2                 |
| UK Singles Chart                          | 27                |
| Italian Singles Chart                     | 7                 |
| Irish Singles Chart                       | 3                 |
| Greek Singles Chart                       | 6                 |

## Twórcy
- Axl Rose – wokal, keyboard, aranżacja
- Robin Finck – gitara
- Bumblefoot – gitara
- Buckethead – gitara
- Richard Fortus – gitara rytmiczna, dodatkowy wokal
- Tommy Stinson – gitara basowa, dodatkowy wokal
- Chris Pitman – keyboard
- Dizzy Reed – keyboard, dodatkowy wokal
- Frank Ferrer – perkusja

### Dodatkowy personel
- Paul Tobias – gitara, dodatkowy wokal, aranżacja
- Caram Costanzo – intro
- Sean Beavan – aranżacja
- Eric Caudieux – intro